# .kz
.kz is het achtervoegsel van domeinen van websites uit Kazachstan.
.қаз is de Cyrillische vorm van het landendomein.